# Ora sí ¡tenemos que ganar!
Ora sí ¡tenemos que ganar! u Ora sí tenemos que ganar (1978) es una película mexicana producida por la Universidad Nacional Autónoma de México y dirigida por Raúl Kamffer. Fue ganadora en 1982 del Premio Ariel a Mejor Película.

## Argumento
Los abusos de la autoridad y del empresario de un pueblo minero hacen que los obreros, influidos por la lectura de los artículos de Ricardo Flores Magón en el periódico Regeneración, se organicen clandestinamente y se amotinen contra el estadounidense, dueño de la mina, que se niega a rescatar a un grupo de obreros atrapados por un derrumbe.

## Elenco
- Manuel Ojeda - Juan Carballar
- Patricia Reyes Spíndola - Adela
- Carlos Castañon
- Amado Zumaya
- Pilar Souza
- Eduardo López Rojas - Sebastián
- Ana Ofelia Murguía - Eduviges
- María del Carmen Farías
- Rocío Sagahón
- Farnesio de Bernal
- Martín Palomares
- Chadwick Minge

## Comentarios
- La historia está basada en los cuentos de Ricardo Flores Magón publicados en el periódico Regeneración.
- La película fue rodada en el complejo minero de Real del Monte en el Estado de Hidalgo.
- El dueño de la mina, Mister Creel, guarda semejanzas con William C. Greene propietario de la Cananea Consolidated Copper Company durante la Huelga de Cananea en 1906.
- El personaje del Apóstol, agitador de origen burgués, se basa en el cuento "El Apóstol" publicado en Regeneración el 7 de enero de 1911.
- En 1982 ganó el Premio Ariel por mejor Película, Dirección, Fotografía y Edición.

## Premios
En 1982 obtuvo cuatro premios Ariel en categorías de las más importantes:
- Mejor película
- Mejor dirección
- Mejor edición
- Mejor fotografía.

## Artículos complementarios
- Anexo:Premio Ariel a la mejor película
- Magonismo

## Sitios exteriores
- Ora sí ¡tenemos que ganar! en Internet Movie Database (en inglés).

- Datos: Q6051717